# Pumiliotoxine

Pumiliotoxine A

Pumiliotoxine B

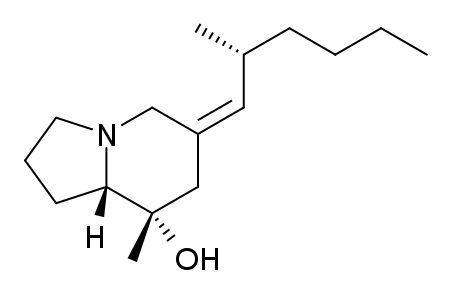
Pumiliotoxine 251D

Les pumiliotoxines (PTX) sont un groupe de toxines trouvées dans la peau de certaines grenouilles, notamment celles de la famille des Dendrobatidae.

## Les différentes pumiliotoxines
Il existe trois types de cette toxine, la A, la B et la C, cette dernière étant la moins toxique des trois. Bien que moins toxique[réf. nécessaire], la pumiliotoxine est proche de l'allopumiliotoxine (en) (aPTX).

## Mode d’action des pumiliotoxines
La pumiliotoxine affecte le corps par son interaction avec la contraction des muscles cardiaques et squelettiques en perturbant les canaux de calcium. Les symptômes sur l'homme sont une paralysie partielle, des difficultés de mouvement, une hyperactivité et dans certains cas cette toxine peut entraîner la mort.

## Origine des pumiliotoxines

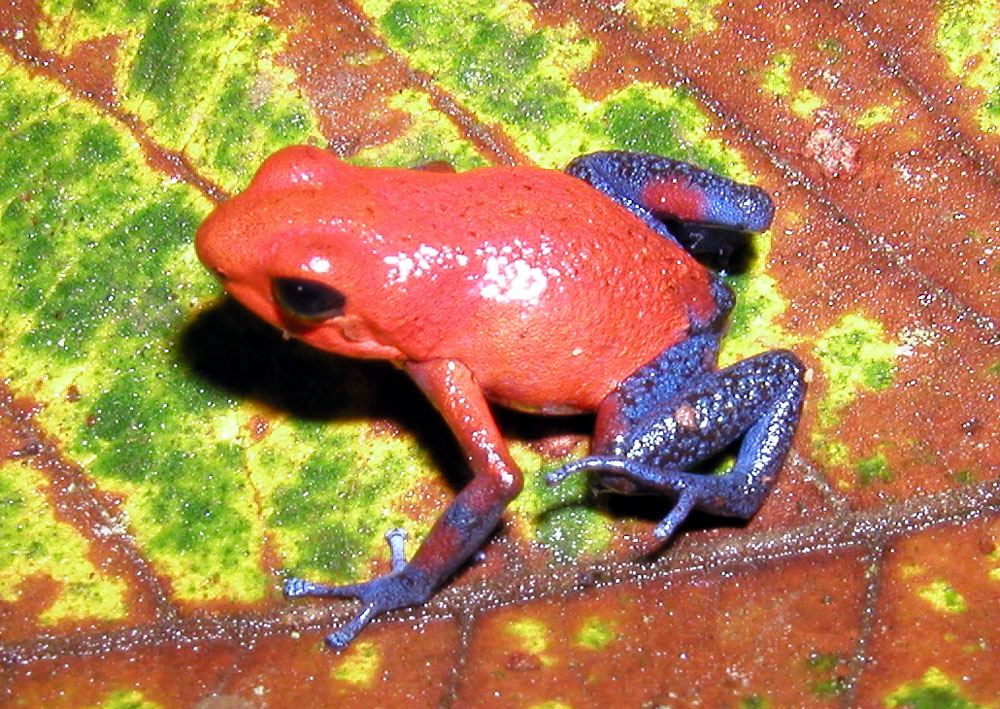
Oophaga pumilio, autrefois dénommée Dendrobates pumilio

Elles ont originellement été découvertes dans la peau de grenouilles néotropicales des genres Phyllobates et Dendrobates, ainsi que du genre Oophaga, séparé des Dendrobates, notamment de l'espèce Oophaga pumilio qui a donné son nom à cette toxine. Mais en fait, elle est aussi produite par les grenouilles de la famille des Mantellidae, qui vivent à Madagascar, par certaines grenouilles Myobatrachidae australiennes et par certains crapauds Bufonidae d'Amérique du Sud. Certaines études tendraient à montrer que cette toxine serait d'origine alimentaire et proviendrait de fourmis du genre Brachymyrmex et Paratrechina, qui contiennent cette toxine à faible dose et sont la proie d’au moins Oophaga pumilio.